# Тайпас-ду-Токантинс

Тайпас-ду-Токантинс на карте штата.

Тайпас-ду-Токантинс (порт. Taipas do Tocantins) — муниципалитет в Бразилии, входит в штат Токантинс. Составная часть мезорегиона Восточный Токантинс. Входит в экономико-статистический микрорегион Дианополис. Население составляет  1 945 человек на 2010 год. Занимает площадь 1 116,202 км². Плотность населения — 1,74 чел./км².

## Демография
Согласно сведениям, собранным в ходе переписи 2010 г. Национальным институтом географии и статистики (IBGE), население муниципалитета составляет:
| Полное население                               | Полное население                               | Полное население                               | Полное население                               | 1 945 |
| ---------------------------------------------- | ---------------------------------------------- | ---------------------------------------------- | ---------------------------------------------- | ----- |
| в том числе:                                   | Городское население                            | 1 557                                          | Процент городского населения, %                | 80,05 |
|                                                | Сельское население                             | 388                                            | Процент сельского населения, %                 | 19,95 |
|                                                | Мужское население                              | 1 017                                          | Процент мужского населения, %                  | 52,29 |
|                                                | Женское население                              | 928                                            | Процент женского населения, %                  | 47,71 |
| Плотность населения, чел/км²                   | Плотность населения, чел/км²                   | Плотность населения, чел/км²                   | Плотность населения, чел/км²                   | 1,74  |
| Население муниципалитета в % к населению штата | Население муниципалитета в % к населению штата | Население муниципалитета в % к населению штата | Население муниципалитета в % к населению штата | 0,14  |

По данным оценки 2016 года население муниципалитета составляет 2 094 жителя.

## Статистика
- Валовой внутренний продукт на 2003 составляет 3.229.780,00 реалов (данные: Бразильский институт географии и статистики).
- Валовой внутренний продукт на душу населения на 2003 составляет 2.115,12 реалов (данные: Бразильский институт географии и статистики).
- Индекс развития человеческого потенциала на 2000 составляет 0,637 (данные: Программа развития ООН).

## Важнейшие населенные пункты
| № | Населённый пункт    | Населённый пункт (порт.) | Категория | Население чел. (2010) | На карте                        |
| - | ------------------- | ------------------------ | --------- | --------------------- | ------------------------------- |
| 1 | Тайпас-ду-Токантинс | Taipas do Tocantins      | город     | 1 557                 | 12°11′34″ ю. ш. 46°59′33″ з. д. |